# Jawornik (Wisła)
Jawornik – dawniej góralskie osiedle o rozproszonej zabudowie, obecnie intensywnie rozbudowująca się dzielnica wypoczynkowa w północnej części miasta Wisły, wzdłuż doliny potoku Jawornik i na otaczających ją zboczach Cupla, Soszowa Małego, przełęczy Beskidek, Polanicy, Krzywego i Czajki. Jest to również jedna z 7 jednostek pomocniczych miasta Wisła, osiedle nr 3.
Nazwa osiedla pochodzi od jaworów, które tu zapewne kiedyś liczniej rosły. Wiese [łąka] w Jaworniku notowana była w 1788 r., natomiast osiedle Jawornik - w roku 1836.
Pomimo że pierwsze wille i pensjonaty zaczęły w Jaworniku powstawać już w dwudziestoleciu międzywojennym, jeszcze w latach 60. XX w. była to jedna z najbardziej zacisznych dolin w Wiśle. W latach 70. powstał tu duży dom wczasowy „Wawel” – przez lata najnowocześniejszy ośrodek wypoczynkowy w Wiśle (obecnie odremontowana część hotelu „Stok”). Obok hotelu „Stok” działa tu wiele mniejszych hoteli, pensjonatów, gospodarstwa agroturystyczne itp., a także restauracje, bary, kawiarnie. Jawornik ma komunikację autobusową z centrum Wisły.
W górnej części doliny, powyżej pętli autobusowej, znajduje się murowana, przedwojenna willa „Lusia” (nr 76). W domu tym w 1940 r. mieściła się zakonspirowana kwatera pierwszego komendanta Okręgu Śląskiego ZWZ, Józefa Korola ps. „Hajducki”. 28 sierpnia tego roku, podczas próby zajęcia budynku przez niemieckich żandarmów, wywiązała się walka, w której Korol zginął. Zdarzenie to przypomina pamiątkowa tablica na budynku (podaje jako datę śmierci 27 sierpnia).
W zamknięciu doliny, na stokach Soszowa Wielkiego, działa Stacja Narciarska Soszów z koleją krzesełkową i kilkoma wyciągami orczykowymi (w tym jeden z niewielu w kraju: wyciąg o linii łamanej); przy dolnej stacji znajduje się schronisko dla narciarzy.
Z Jawornika prowadzą znakowane szlaki turystyczne do schroniska pod Wielkim Soszowem (niebieski ) oraz na przełęcz Beskidek (zielony , w przeszłości czarny).